# Monodelphis adusta
Monodelphis adusta e вид опосум от семейство Didelphidae.

## Географско разпространение
Обитава източните части на Панама, Колумбия, Венецуела, Еквадор, Перу и Боливия на надморска височина от 100 до 2200 m. Ареалът му на местообитание е фрагментиран на три големи района.

## Хранене
Консумират основно членестоноги и техните ларви, но също така и плодове, малки гръбначни животни. Видът е по-малко нощно животно в сравнение с останалите опосуми. Понася добре човешкото присъствие и се приспособява за живот в близост до селищата.